# Азербайджанська опера
Азербайджанська опера (азерб. Azərbaycan operası) — історія виникнення та розвитку азербайджанського оперного мистецтва. Опери композиторів азербайджанського походження, написані або постановлені за межами Азербайджану, також належать цій категорії, так само як і опери іноземних композиторів, написаних або призначених для азербайджанської сцени. 
Найперша задокументована вистава опери в Баку відбулася в травні 1889 року, коли опера Олексія Верстовського «Аскольдова могила» була поставлена на цирковій арені в Баку (на місці нинішнього Музею азербайджанського килима) у супроводі народного хору Дмитра Агренєва-Слов'янського. На початку 1900-х років оперні трупи гастролювали в Баку щороку (крім 1901 і 1913 років), за участю видатних співаків того часу, таких як Наталя Єрмоленко-Южина та Антоніна Нежданова. 

## Історія

### XX століття
Перший Оперний театр в Баку був побудований в 1911 році. Прем'єра першої опери азербайджанського композитора відбулася на три роки раніше, в 1908 році.

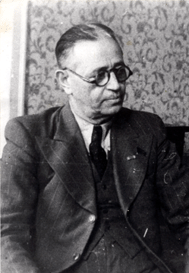
Узеїр Гаджибеков, засновник азербайджанської опери

Опера «Лейлі і Меджнун» (1908) Узеїра Гаджибекова була першим творінням в оперному жанрі не тільки в Азербайджані, але і в усьому ісламському світі. За нею послідували опери «Шейх Санан» (1909), «Рустам і Зохраб» (1910), «Шах Аббас і Хуршуд Бану» (1911), «Аслі та Керем» (1912) і «Харун і Лейла» (1915), які були написані, але ніколи не були поставлені. Музична комедія «Аршин мал алан», написана в 1913 році — найпопулярніша оперета композитора Узеїра Гаджибекова. Вона ставилася в різних театрах світу і вважається найбільш відомою роботою Гаджибекова в країнах колишнього СРСР. Оперета «Аршин мал алан» була перекладена російською, татарською, чагатайською, перською та турецькою мовами незабаром після прем'єри, яка відбулася в 1913 році. Пізніше ця оперета була перекладена також польською, болгарською, арабською, французькою, китайською та іншими мовами.
У 1921 році Узеїр Гаджибеков став членом Ради з розвитку азербайджанського театру і поліпшення театрального мистецтва Азербайджану. У 1925 році Гаджибеков об'єднує російські та азербайджанські оперні трупи в одну і створює трупу в нинішньому театрі Опери та Балету Азербайджану. У 1932 році Гаджибеков пише оперу «Кероглу», яка вважається візитною карткою оперного мистецтва Азербайджану. «Кероглу» було вперше поставлено в 1937 році.

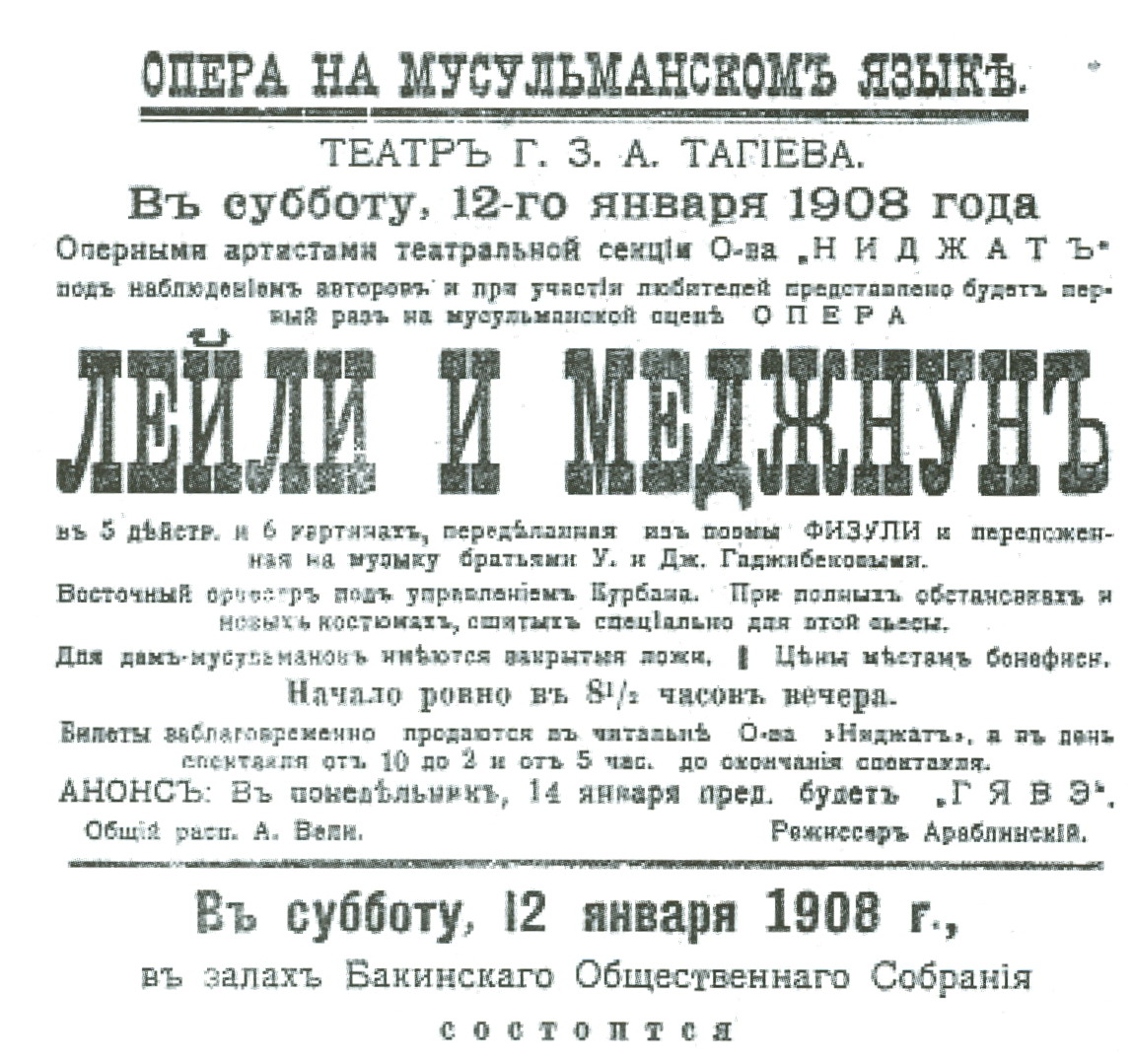
Перша афіша опери «Лейлі і Меджнун», першої азербайджанської опери

У 1935 році Муслім Магомаєв (старший) створює оперу «Наргіз», а Рейнгольд Глієр створює «Шахсенем». Успіх цих опер надихнув інших композиторів на створення нових опер. У 40-х роках були написані такі опери як «Хосров і Ширін» (Ніязі), «Вятян» (Джевдет Гаджієв і Кара Караєв), «Нізамі» (Афрасіяб Бадалбейлі) і багато інших. Прем'єра опери «Севіль» композитора Фікрета Амірова відбулася в 1953 році і була поставлена знову в 1998 році.
У 1972 році Шафіга Ахундова стала першою жінкою-композитором в Азербайджані і першою жінкою в ісламському світі, яка написала оперу. Опери, створені різними азербайджанськими композиторами, такими як Шафіга Ахундова («Скала наречених»), Сулейман Алеськеров («Бахадур і Сона», «Зів'ялі квіти»), Джахангір Джахангіров («Життя композитора», «Азад»), Адигёзалов Васиф («Мрець») та інші, вплинули на сучасну історію азербайджанської опери. На сцені Театру опери та балету Азербайджану ставилися й балети закордонних та російських класичних композиторів.
Світову популярність придбали оперні співаки Бюльбюль, Шевкет Мамедова, Фатьма Мухтарова, Гусейнкулі Сарабскій, Хагігат Рзаева, Рашид Бейбутов, Муслім Магомаєв (старший) і багато інших.

### XXI століття
Азербайджанський співак Ельчин Азізов став єдиним співаком з Азербайджану, прийнятим в оперну трупу Большого театру як соліст. Серед його ролей критики відзначають партію Князя Ігоря.

## Найбільш важливі азербайджанські опери
Узеїр Гаджибеков:
- «Лейлі і Меджнун» — опера, 1908. Перша азербайджанська та ісламська опера.
- «Рустам і Зохраб» — опера-мугам, 1908.
- «Аслі та Керем» — опера-мугам, 4 акти і 6 сцен, 1912.
- «Шах Аббас і Хуршуд Бану» — опера-мугам, 1912.
- «Фіруза» (не завершена).
- «Кероглу» — 1938.

Зульфугар Гаджібеков:
- «Ашуг-Гаріб» — на основі однойменного азербайджанського романтичного дастана, 1915.

Муслім Магомаєв (старший):
- «Шах Ісмаїл» — опера-мугам, 1919.
- «Наргіз» — 1935.
- «Хоруз-бек».

Афрасіяб Бадалбейлі:
- «Народне покарання».
- «Золотий ключ».
- «Бахадур і Сона».
- «Айдин».
- «Нізамі» — створено 1939, поставлено 1948.

Фікрет Аміров:
- «Севіль».
- «Зірка».

Адигёзалов Васиф:
- «Натаван» — опера-мугам, 2003.

Шафіга Ахундова:
- «Скала наречених» — перша азербайджанська опера, написана жінкою, 1972.

 Інші відомі опери:
- Джевдет Гаджієв і Кара Караєв — «Вятян».
- Кара Караєв — «Ніжність».
- Джахангір Джахангіров — «Азад».

## Відомі виконавці
|                                                    |  |  |
| Дінара Алієва · Шевкет Мамедова · Фатьма Мухтарова |  |  |

### Співачки
- Дінара Алієва
- Сона Асланова
- Фідан Касімова
- Хураман Касімова
- Гюльхар Гасанова
- Назакет Мамедова
- Шевкет Мамедова
- Фатьма Мухтарова
- Рубаба Мурадова
- Хагігат Рзаева

|                                                    |  |  |
| Ахмед Агдамський · Муслім Магомаєв · Ельчин Азізов |  |  |

### Співаки
- Ахмед Агдамський
- Ельчин Азізов
- Бюльбюль
- Гусейнага Гаджібабабеков
- Муслім Магомаєв
- Гусейнкулі Сарабскій
- Джавід Самедов